# Діти інженерів
Діти інженерів — український рок-гурт, утворений 2020 року в Києві. Грає музику в жанрах гаражний рок, ґрандж, поппанк, панк-рок.

## Історія
Гурт утворили 2020 року в Києві барабанщик Петро Киданчук, гітарист Олександр Замай та бас-гітарист Сергій Пухов, які ще у 2010-х грали разом у Чернігові, а також вокалістка Олександра Копачевська. 2021 року видали свій дебютний альбом «Велкам ту Юкрейн, панк». За словами учасників, на стиль музики їхнього гурту повпливали The Offspring та Linkin Park, що можна помітити навіть у назвах та словах деяких їх треків.
Початкові записи виконувалися у студії BrightSound, яка пізніше[коли?] припинила своє існування. Пізніше гурт перейшов до студії SoundPlant.
З початком російського вторгнення в Україну 2022 року учасники гурту роз'їхалися у різні міста, а 15 березня музиканти написали в соцмережах, що зупиняються до закінчення війни. Однак вторгнення сприяло збільшенню попиту на українськомовний контент, що підвищило популярність гурту. Так, «Діти інженерів» набрали стрімкої популярності завдяки Tik-Tok, зокрема, там набула поширення пісня «Рубці», що вийшла у другий день повномасштабного російського вторгнення. Після цього в червні того ж року колектив заявив про повернення; невдовзі вийшла спільна з гуртом «хейтспіч» пісня «москва» про потоплення крейсера «Москва». Барабанщиком став Павло Сафонов, а гітаристом — Дмитро Соляник.
2023 року «Діти інженерів» почали давати невеликі концерти, часто спільні з «хейтспіч», на яких вони збирали кошти для підтримки Сил оборони України. Перший великий виступ гурту відбувся 30 липня 2023 року на головній сцені фестивалю «Файне місто», після цього під проводом агенції Faine Events восени того ж року відбувся благодійний тур десятьма містами України (Луцьк, Рівне, Хмельницький, Вінниця, Тернопіль, Львів, Івано-Франківськ, Полтава, Дніпро, Київ). По завершенню туру гурт зібрав 1 200 000 грн для військових[джерело?].
3 серпня 2024 виступили на фестивалі Файне Місто 2024. Того ж року пісня гурту «ОМГ» була додана до саундреків гри S.T.A.L.K.E.R. 2: Heart of Chornobyl.
13 лютого 2025 року стало відомо, що «Діти інженерів» беруть паузу у продовженні творчих виступів. Однією з причин є те, що Сергій Пухов планував мобілізуватися до ЗСУ.

## Дискографія

### Альбоми
- Велкам ту Юкрейн, панк — 2021[9]
- ОМГ (один мільйон гривень) — 2024

### Сингли
- З Честером помрем не в один день (2021)
- Підручники (2021)
- Теорії (2022)
- Дай п'ять (2022)
- Рубці (2022)
- Навушники (2022)
- Друзі (2022)
- москва (2022; спільно з «хейтспіч»)[10]
- Ти б не повірила (2022)
- 7.62 мм (2022)
- Зло (2022)
- Тренди (2022; спільно з Omana, «хейтспіч» і Alice Change)[11]
- В моїй сім'ї нормально бути ірраціональним (2022)
- Органи місцевого самоврядування (2023)
- ТЕЦ (2023)
- Каштани (2023)[12]
- Збір (2023)
- Життя 2.0 (2024)
- Тікай(2024)
- Тільки тут(2024)